# Karl Rupprecht (Altphilologe)
Karl Rupprecht (* 29. August 1889 in Uengershausen bei Würzburg; † 13. August 1970 in Mindelheim) war ein deutscher Klassischer Philologe und Gymnasiallehrer.
Karl Rupprecht, der Sohn des Pfarrers Heinrich Rupprecht und seiner Frau Auguste Christa Rupprecht, studierte an der Universität München Klassische Philologie. Nach dem Staatsexamen (1912 und 1913) arbeitete Rupprecht als Assistent am Philologischen Seminar. Rupprecht arbeitete auch am Seminar für Mittelalterliche Philologie und am neu gegründeten Pädagogischen Seminar. Ab 1919 hielt er lateinische und griechische Sprachkurse ab. Am 27. Juli 1917 wurde er zum Dr. phil. promoviert. Seine von Albert Rehm betreute Dissertation erschien erst 1922 mit Unterstützung der Bayerischen Akademie der Wissenschaften.
In den 20er Jahren ging Rupprecht in den bayerischen Schuldienst. Er unterrichtete am Wilhelmsgymnasium München und ab dem 1. Januar 1925 als Studienrat am humanistischen Gymnasium in Aschaffenburg. Unter den Nationalsozialisten wurde er Opfer der politischen Verfolgung: Im Zuge des Gesetzes zur Wiederherstellung des Berufsbeamtentums wurde er zum 5. Juli 1937 in den Ruhestand versetzt und erhielt ein Publikationsverbot.
Im Mai 1945 wurde Rupprecht von der amerikanischen Militärregierung beauftragt, das Schulwesen in Aschaffenburg wieder aufzubauen. Er kehrte als Oberstudienrat an das Gymnasium der Stadt zurück. Bereits im Oktober 1946 wurde er zum Direktor des Humanistischen Gymnasiums in München-Pasing, jetzt Karlsgymnasium München-Pasing, ernannt. Neben dem Schuldienst lehrte er an der Universität München, die ihn 1950 zum Honorarprofessor der Klassischen Philologie ernannte. 1957 wurde er pensioniert.
Karl Rupprecht verfasste mehrere Studienbücher und kommentierte Textausgaben für Schule und Universität. Seine Einführung in die griechische Metrik (erstmals 1924) blieb lange Zeit in Gebrauch. Sie wurde in den 60er Jahren abgelöst durch die Einführungen von Bruno Snell und Dietmar Korzeniewski, der seine Schrift „Karl Rupprecht in Dankbarkeit“ widmete. Außerdem verfasste Rupprecht mehrere Artikel für die Realenzyklopädie der klassischen Altertumswissenschaft (RE).
Am Gymnasium wies Rupprecht viele Schüler auf das Werk des Schriftstellers Paul Ernst hin und gab so Impulse zur Erforschung dessen Werkes.

## Schriften (Auswahl)
- Apostolis, Eudem und Suidas. Studien zur Geschichte der griechischen Lexica. Mit einem Anhang: Fragment eines griechischen Lexikons (Codex Monacensis gr. 263 fol. 416r–420v). Leipzig 1922 (Dissertation; Philologus Supplement-Band 15, Heft 1)
- Einführung in die griechische Metrik. München 1924. 2., neue und wesentlich verbesserte Auflage unter dem Titel: Griechische Metrik. Eine Einführung. München 1933. 3., gänzlich umgearbeitete Auflage unter dem Titel: Einführung in die griechische Metrik. München 1950
- Griechische Satzlehre. Bamberg 1934
- Abriss der griechischen Verslehre. München 1949

Herausgeberschaft
- Sebastian Röckl: Ausführliches Repetitorium der schwierigeren griechischen Verba. Für Schüler zusammengestellt. 11. Auflage, Bamberg 1952. 12. Auflage, Bamberg 1955. 13. Auflage, Bamberg 1956
- Friedrich Stählin: Einleitung in die griechische Tragödie. 2. Auflage, Bamberg 1953. 3. Auflage, Bamberg 1961

Textausgaben für den Schulgebrauch
- Cicero/De imperio Cn. Pompei. München 1927
- Horaz, Satiren: Auswahl. München 1928
- Horaz, Episteln: Auswahl. München 1929
- Aus des Knaben Wunderhorn. Neue Weisen alter Lieder. München 1931
- Sophokles/König Oedipus. Bamberg 1935. 2. Auflage, Bamberg 1941. 4. Auflage, Bamberg 1961
- Xenophon/Anabasis. 2. Auflage, Bamberg 1951
- Herodotus/Historiae. Das Ringen der Griechen um ihre Freiheit: Als Beilage der Novelle Kroisos und Solon. 4. Auflage, Bamberg 1952. 5. Auflage, Bamberg 1958
- Sophokles/Elektra. Bamberg 1968